# Persuasió

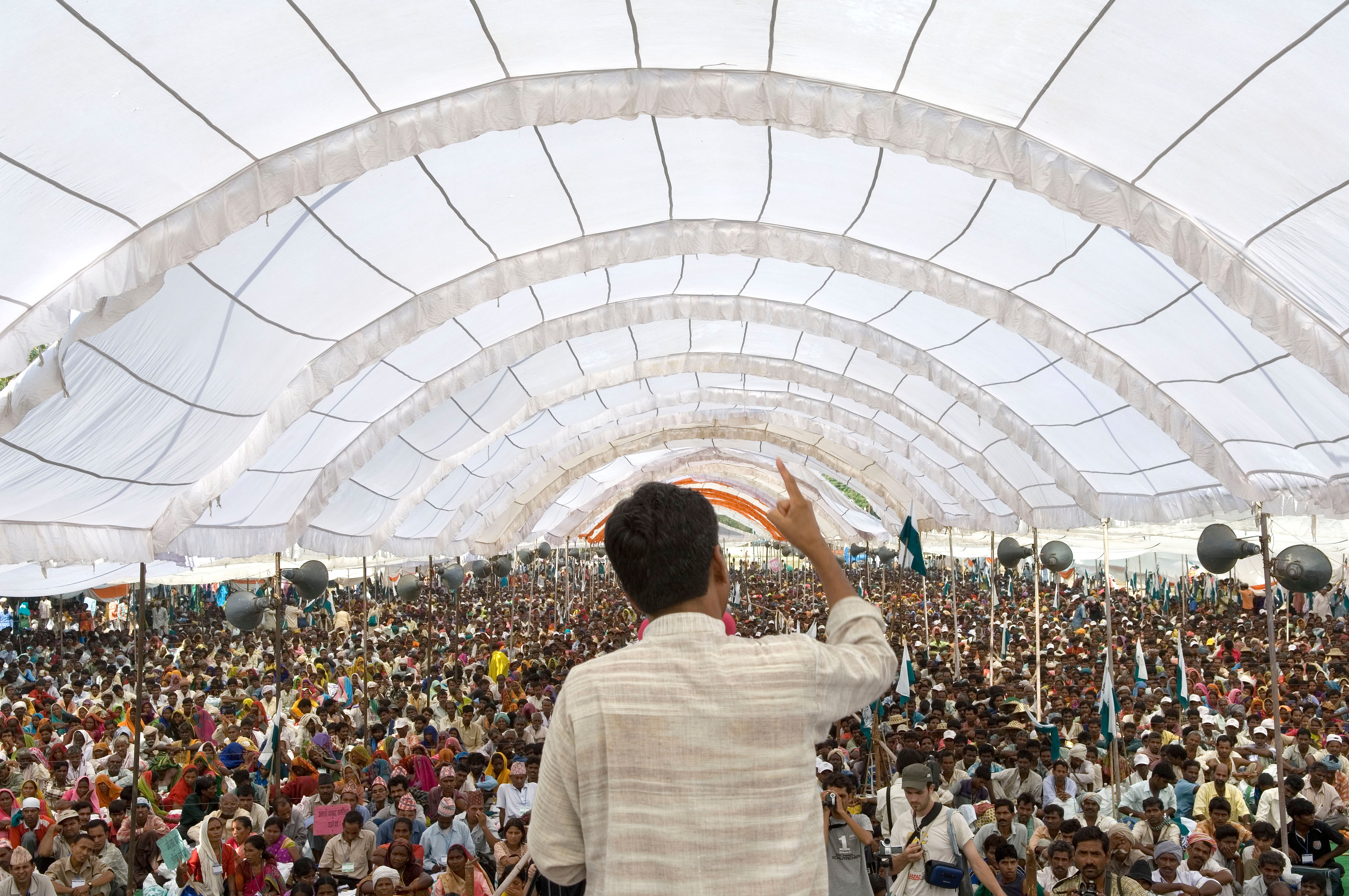
Míting del moviment Janadesh a favor la redistribució justa de la terra a l'Índia (2007)

La persuasió és el procés a través del qual les actituds o el comportament d'una persona es veuen, sense coacció, influenciats per les comunicacions d'altres persones.
Es tracta, doncs, d'una forma d'influència social orientada a provocar un canvi en les creences, actituds, intencions, motivacions i comportaments d'una persona o grup a través de les paraules o altres mitjans. El concepte de persuasió s'ha d'entendre com oposat a coacció, que utilitza la dominació o la violència per aconseguir-ho.
En la psicologia social, el camp d'estudi de la influència social intenta comprendre en quines situacions es produeix un canvi d'actituds per la influència intencionada d'un agent. Des d'aquesta perspectiva, es poden diferenciar dos tipus de processos psicosocials:
- Processos d'influència: aquells que tenen a veure amb la conformitat o acceptació de determinades peticions de l'agent.
- Processos persuasius: aquells que tracten sobre la influència aconseguida a través de les comunicacions.

## Fonaments teòrics
Encara que l'estudi de les tècniques de persuasió es retrotrau als clàssics grecs i romans (p. ex. La Retòrica d'Aristòtil o De Oratore de Ciceró), va ser a partir del segle xx, amb l'expansió dels mitjans de comunicació, que la psicologia social s'interessà especialment per aquest camp d'estudi. Durant la Segona Guerra Mundial i a la dècada de 1950, el laboratori de Psicologia de la Universitat Yale va encetar el programa de Comunicació i Persuasió, liderat per Carl Hovland. Aquest grup de treball va assentar les bases de la investigació sobre la persuasió. El programa començà gràcies al finançament de l'exèrcit estatunidenc, que volia utilitzar els mitjans de comunicació (premsa, cinema, radio i televisió) per provocar una actitud positiva dels ciutadans envers les nacions aliades i contrària a les enemigues.
Va ser, però, el sociòleg i politòleg Harold Lasswell qui aportà els fonaments teòrics dels processos de persuasió a través del model anomenat "5W": Who says what to whom through which channel with what effect. Lasswell va ser capaç de sintetitzar en una única frase tots els elements que s'han de considerar per avaluar un canvi d'actitud produït per una comunicació: qui (l'emissor o comunicador), què (el missatge), a qui (el receptor o receptors), com (a través de quin canal) i amb quin efecte.

## Persuasió i comunicació
Les característiques dels elements de la comunicació (comunicador, missatge, canal, context i receptor) poden afectar la valoració que fa el receptor del missatge persuasiu, acceptant-lo o rebutjant-lo.
Emissor-Comunicador
Per tal de poder persuadir, el receptor ha d'atribuir credibilitat al comunicador. Aquesta credibilitat prové principalment de la competència i la sinceritat del comunicador. També l'atractiu del comunicador pot ser un element clau en el procés de persuasió.
La competència augmenta quan el receptor atribueix al comunicador alguna de les següents característiques:
- Titulació acadèmica o experiència acreditada en el tema que es tracta.
- Transmissió fluida i clara del missatge.
- Suport dels arguments citant fonts de prestigi.

La sinceritat és la característica atribuïda al comunicador que més influència té en el receptor. Alguns elements que denoten sinceritat poden ser:
- Anar contra els interessos del comunicador. Per exemple, si un polític vol convèncer l'audiència a favor d'una causa sabent que li costarà el càrrec, és probable que el seu missatge sigui valorat com a sincer.
- Percepció de l'audiència que el comunicador no té realment la intenció d'influir.
- El missatge no comporta ànim de lucre per al comunicador,
- El comunicador fa ús d'arguments impopulars o contraris a l'audiència.

Per la seva banda, l'atractiu està basat en el principi de simpatia. La bellesa física, el bon tracte, el poder o la familiaritat són elements que poden fer atractiu al comunicador. Tot dependrà, però, de la motivació i la capacitat del receptor per analitzar en profunditat el missatge. Si l'anàlisi del receptor és profund i entren en conflicte la credibilitat i l'atractiu del comunicador, sovint resultarà més persuasiva una font creïble que una atractiva.
El missatge
Les característiques del missatge poden augmentar-ne o reduir-ne la influència. Segons Petty i Wegener, l'eficàcia persuasiva del missatge depèn de: el receptor, les actituds que es volen canviar i de les circumstàncies en les quals s'emet el missatge.
| Característiques del missatge       | Impacte sobre l'eficàcia persuasiva |
| ----------------------------------- | --- |
| Novetat                             | Habitualment, els missatges amb arguments nous i originals n'augmenten l'eficàcia persuasiva. |
| Quantitat/Qualitat dels arguments   | Un alt nombre d'arguments poden donar l'aparença de bona fonamentació, augmentant-ne l'eficàcia. Ara bé, si el receptor té alta motivació i capacitat per processar la informació, valorarà més la qualitat que la quantitat.                                                                        |
| Missatges unilaterals o bilaterals  | Els missatges més eficaços són aquells que aporten dos punts de vista oposats (bilaterals), amb la intenció de reforçar un d'ells. Amb tot, si la refutació (oposició dels arguments) no està ben fonamentada, els missatges unilaterals tenen més eficàcia persuasiva.                              |
| Conclusions explícites o implícites | La persuasió més eficaç és aquella en què els receptors treuen les conclusions implícites del missatge després de processar i valorar la informació. Ara bé, si l'audiència no té motivació ni capacitat per processar la informació és millor que el missatge sigui més explícit per ser persuasiu. |
| Por i amenaça                       | Els missatges que indueixen por són eficaços quan inclouen les recomanacions per evitar les conseqüències de l'amenaça. Els anuncis de trànsit mostrant les conseqüències d'un accident si no es porta lligat el cinturó són un bon exemple.                                                         |

El receptor
L'èxit del procés de persuasió rau en l'acceptació del missatge per part del receptor. Així, hi ha un conjunt de factors que hi influeixen i que poden provocar un canvi d'actituds. Aquests factors estan relacionats amb les necessitats bàsiques humanes: coneixement, consistència, autoestima i aprovació social. Les característiques del missatge, doncs, impactaran en cadascun d'aquests factors fent més o menys probable el canvi d'actituds.
| Necessitats humanes    | Impacte sobre l'eficàcia persuasiva |
| ---------------------- | --- |
| Coneixement (cognició) | Les persones motivades per tenir un millor coneixement de la realitat tendeixen a processar més els missatges i a valorar els arguments de qualitat. Per tant, són més difícils de persuadir que les persones amb menors necessitats de cognició. |
| Consistència           | Les persones necessiten ser coherents i intenten evitar l'exposició a arguments contraris a les seves actituds i creences. Així, per evitar aquesta dissonància cognitiva i guanyar consistència, les persones tendiran a generar més pensaments favorables davant un missatge persuasiu que se n'adeqüi a les creences prèvies. Si l'argument n'és contrari, serà més difícil que les canviïn.                                    |
| Autoestima             | Les persones amb molta autoestima són més resistents a la persuasió, doncs confien més en les opinions pròpies. Amb tot, poden ser més vulnerables, perquè solen ser més receptives a escoltar els altres. Per tant, una alta autoestima suposa generalment una millor recepció del missatge, però pitjor acceptació. |
| Aprovació social       | L'acceptació d'un missatge i el canvi d'actituds estan influenciats pels processos grupals, en funció de si el comunicador i el missatge s'adeqüen al grup propi. Les cultures individualistes (p.e. estatunidenca) són més influenciables per la publicitat dirigida a satisfer necessitats individuals. Al contrari, les societats més col·lectivistes (p.e. asiàtiques) ho són pels missatges que valoren la família i el grup. |

El canal
El canal fa referència a la via a través de la qual el receptor rep el missatge. Pot ser visual, auditiva, audiovisual o tàctil. No hi ha proves de quin canal és més persuasiu. Amb tot, poden extreure's les següents conclusions:
- El contacte cara a cara augmenta les possibilitats de persuasió.
- Si la informació és simple, la transmissió oral o a través de mitjans audiovisuals és més eficaç.
- Si el missatge és llarg i complex, els mitjans impresos són més adients, perquè faciliten dedicar temps a la comprensió.

El context
Fa referència tant a les característiques de l'entorn físic en el moment de la comunicació, com als factors socials i les circumstàncies personals del comunicador i del receptor. Aquestes circumstàncies poden influir en l'efectivitat del missatge persuasiu. La següent taula mostra les més rellevants.
| Elements del context                              | Impacte sobre l'eficàcia persuasiva |
| ------------------------------------------------- | --- |
| La distracció                                     | Afecta a l'elaboració del misssatge. Si el missatge té arguments convincents, la distracció redueix la persuasió. Tanmateix, si els arguments son poc convincents, la distracció evita la dissensió del receptor, augmentant les possibilitats de la persuasió. |
| Estat d'ànim del receptor                         | Els estats d'alegria o satisfacció del receptor poden ser atribuïts al missatge, cosa que en facilitarà l'acceptació. En general, quan s'està de bon humor s'és més procliu a acceptar les peticions dels altres.                                               |
| Advertències sobre les intencions del comunicador | Si el receptor ha estat advertit de les intencions persuasives del comunicador, restarà més motivat per elaborar arguments en contra de missatge i, per tant, a no ser persuadit.                                                                               |

## Persuasió i canvi d'actituds
El model teòric d'en Laswell i, especialment, les investigacions desenvolupades per Hovland i el grup de Yale aplicant les teories de l'aprenentatge, són la base dels estudis posteriors sobre la persuasió. Aquests són: el model d'aprenentatge del missatge, la teoria de la resposta cognitiva, el model heurístic i el model de probabilitat d'elaboració.

Cartell publicitari d'Apple. Exemple de com el missatge "Pensa diferent" cerca l'estímul del receptor.

#### Model d'aprenentatge del missatge
El grup de Yale entenia la persuasió com un procés d'aprenentatge en què el receptor ha de passar per una sèrie d'etapes perquè el missatge tingui l'efecte desitjat: atenció, comprensió, acceptació i record. William McGuire, un dels membres de l'equip de Hovland, va reduir-les a dues: recepció i acceptació. Tanmateix, perquè el receptor accepti el missatge ha d'existir alguna mena d'incentiu durant el procés de persuasió (una recompensa o satisfacció). Així, el procés persuasiu segueix el model clàssic estímul-resposta, en què el canvi d'actituds depèn dels estímuls. Al seu torn, aquests estímuls estan relacionats amb els quatre elements clau de la comunicació:
| Elements de la comunicació/persuasió | Elements de la comunicació/persuasió | Aspectes que poden provocar l'estímul                              |
| ------------------------------------ | ------------------------------------ | ------------------------------------------------------------------ |
| Comunicador                          | Qui emet el missatge?                | Sinceritat, atractiu, experiència, semblança amb el receptor       |
| Contingut                            | Què diu?                             | Arguments, rellevància, incentius que promet, claredat del discurs |
| Canal                                | Com?                                 | Oral, escrit, visual, tipus de mitjà (TV, premsa, ràdio...)        |
| Context (receptor)                   | A qui? en quina situació?            | Cara a cara, davant una audiència, estat d'ànim del receptor, etc. |

Amb tot, aquest model derivat de les teories de l'aprenentatge ha estat criticat perquè pressuposa que el receptor és un ésser passiu i no es tenen en compte els seus processos cognitius.

#### La teoria de la resposta cognitiva
A diferència del model d'aprenentatge, la teoria de la resposta cognitiva se centra en com el missatge és processat pel receptor. Així, són els pensaments i sentiments derivats d'aquest processament que portaran a acceptar o rebutjar el missatge. És a dir, les respostes cognitives del receptor són les responsables del possible canvi d'actitud.
Segons aquesta teoria, el missatge tindrà èxit si els automissatges (pensaments i sentiments) del receptor coincideixen amb les propostes del comunicador. Per contra, si l'avaluació del receptor es negativa, no hi haurà persuasió. Fins i tot, pot produir-se un efecte bumerang, en què el missatge acabi provocant un rebuig superior a l'inicial.

#### Model heurístic
Aquest model va ser desenvolupat als anys 1980 per la psicòloga Shelly Chaiken de la Univestitat de Toronto. Chaiken va dur a terme diferents experiments amb 207 estudiants universitaris per veure el grau d'implicació que mostraven davant d'un comunicador que presentava arguments sobre diferents temes.
Les seves conclusions van ser que les persones rarament s'esforcen a analitzar la validesa el missatge i que el canvi d'actituds es produeix amb molt poc processament cognitiu. Així, els receptors del missatge es basen només en una valoració superficial d'una sèrie d'elements persuasius externs, com ara: l'aparença del missatge (per exemple, la llargària o el nombre d'arguments), les característiques del comunicador (aspecte, credibilitat, experiència) i les reaccions de l'audiència (positives o negatives en rebre el missatge). Els heurístics cognitius són esquemes mentals o regles de decisió que les persones, gairebé de forma automàtica, fan servir durant el procés de persuasió per acceptar o no el missatge. Exemples d'heurístic poden ser els següents:
- "Ho ha dit el millor economista del país, segur que serà cert" (heurístic basat en el principi d'autoritat)
- "Sembla que la gent està d'acord, serà que el polític té raó" (heurístic basat en el principi de validació social)

#### Model de probabilitat d'elaboració
A la dècada del 1980, Richard Petty i John Cacioppo van proposar el model que s'ha anat imposant en els estudis de persuasió. La premissa principal és que els missatges poden arribar a persuadir seguint dos camins: una ruta central o una ruta perifèrica.
- Ruta central: es produeix quan la persona canvia les actituds després d'analitzar acuradament el missatge. És un procés d'alta elaboració cognitiva.
- Ruta perifèrica: El canvi d'actituds es basa en claus heurístiques. És un procés de baixa elaboració cognitiva.

El model de probabilitat d'elaboració entén les dues rutes (central i perifèrica) com els extrems d'una línia contínua de probabilitat. Al llarg d'aquest contínuum s'hi donen situacions intermèdies en les quals intervenen tant processos elaborats com heurístics. Els factors que afecten l'elaboració del missatge depenen de dues variables del receptor: la motivació i la capacitat.
| Variables del receptor | Elements de les variables | Exemples |
| ---------------------- | ------------------------- | --- |
| Motivació              | Implicació                | Com més important sigui el tema pel receptor, més s'implicarà i més es motivarà per a processar el missatge. Per exemple, un metge (emissor) explicant una malaltia al pacient (receptor).                                                             |
| Motivació              | Responsabilitat           | Si la persona ha de retre comptes sobre la validesa del missatge, estarà més motivada a processar-lo en detall. Per exemple, un director de departament mirarà de recordar bé la reunió amb el gerent de l'empresa, que després li demanarà resultats. |
| Motivació              | Fonts de l'argumentació   | Quan no es té coneixement sobre un tema determinat, es tendeix a estar més atent a les opinions i els arguments dels altres. |
| Motivació              | Inconsistència            | La discrepància del missatge amb les actituds pròpies és un element motivador per a processar-lo i avaluar-lo en profunditat. |
| Motivació              | Necessitat de cognició    | Hi ha força diferències entre com les persones es motiven per a pensar. Les persones que tenen una alta necessitat de cognició es motiven més fàcilment per a elaborar i avaluar els arguments que reben.                                              |
| Capacitat              | Coneixements previs       | Si una persona coneix el tema, podrà processar més fàcilment els arguments del missatge i valorar millor si ha d'acceptar-los o rebatre'ls. En cas contrari, si no es coneix el tema, l'elaboració del contingut del missatge serà pobre.              |
| Capacitat              | Oportunitat per pensar    | La distracció o la manca de temps per a avaluar la informació pot impedir que el missatge s'elabori correctament. La repetició dels missatges sol ser una bona tàctica de comunicació perquè l'audiència n'augmenti l'elaboració.                      |